# Raul Keller
Raul Keller   (1973) és un artista estonià, que treballa en art sonor, visual i performance.
Raul Keller ha treballat a LokaalRaadio, en el duo d'improvisació lliure Post Horn i ha actuat com l'artista angloamericà Paul Cole, interpretant burlesque americà. És membre fundador i líder del  Col·lectiu Dinàmic de Música i Art i participa en el grup d'art MIMproject. Juntament amb Katrin Essenson, ha fundat el festival d'art radiofònic  Radiator.
Del 2014 al 2019, va ser professor i cap de la Càtedra de Nous Mitjans Acadèmia Estoniana de les Arts.
Les seves obres es troben a les col·leccions del Museu d'Art d'Estònia, el Museu d'Art de Tartu i el Museu d'Art Contemporani d'Estònia.
Va rebre un sou d'artista de l'estat durant el període 2020-2022.

## Reconeixement
- 2013 – Premi Anual d'Arts Visuals i Aplicades de l'Estonia Cultural Endowment (projecte MIM (Taavet Jansen, Maike Lond, Kalle Tikas, Andrus Aaslaid, Raul Keller, Andreas W, Hendrik Kaljujärv, Henri Hütt, Andres Tenusaar, Any interdisciplinari de Kristiina Kütt, exposició  MIMproject que explora els límits de la tecnologia i la ciència al Tallinn Art Hall))

- 2014 – Premi Anual de la Fundació Cultural d'Estònia per a Belles Arts i Arts Aplicades (per la destacada exposició individual What You Hear Is What You Get (Mostly) al Museu d'Art Contemporani d'Estònia, que tractava íntegrament d'instal·lacions espacials i sonores)

- 2018 – Premi de la Unió de Teatre d'Estònia per al disseny musical i la música original per a obres de teatre (juntament amb Artjom Astrov)